# Reichenbach (Haute-Franconie)
Pour les articles homonymes, voir Reichenbach.
Reichenbach est une commune de Bavière (Allemagne), située dans l'arrondissement de Kronach, dans le district de Haute-Franconie.